# Windows API
Windows API, lub krócej: WinAPI – interfejs programistyczny systemu Microsoft Windows – jest to zbiór niezbędnych funkcji, stałych i zmiennych umożliwiających działanie programu w systemie operacyjnym Microsoft Windows. 
Zbiór ten jest bardzo obszerny i zawiera funkcje do tworzenia okien programów, elementów interfejsu graficznego, obsługi zdarzeń oraz umożliwiające dostęp do innych aplikacji, funkcji sieciowych czy sprzętu w komputerze. Mianem WinAPI określamy standardowe funkcje przychodzące wraz z plikami bibliotek DLL (w 16-bitowych wersjach z rozszerzeniem .EXE) dostarczanymi z systemem, np. kernel32.dll, user32.dll, gdi32.dll, wsock32.dll, znajdującymi się w katalogu \WINDOWS\system32. Liczba plików bibliotek wzrasta w nowszych wersjach systemu Microsoft Windows. Może to powodować pewne problemy z uruchomieniem aplikacji napisanej dla starszej wersji systemu. Ze względu na dużą popularność systemu Microsoft Windows, obecnie większość środowisk programistycznych posiada zaimplementowane odpowiednie pliki nagłówkowe umożliwiające korzystanie z WinAPI.